# Лекокайє
Лекокайє (груз. ლეკოკაიე) — село в Грузії.
За даними перепису населення 2014 року в селі проживає 71 особа.